# Alan Scholefield
Alan Scholefield (Ciudad del Cabo, 15 de enero de 1931 – ibidem, 26 de octubre de 2017) era un escritor sudafricano conocido por su serie Macrae and Silver. Estaba casado con la también escritora australiana Anthea Goddard y tenían tres hijas.

## Biografía
Estudió literatura en la Queen’s College de Komani y la Universidad de Ciudad del Cabo. Trabajó como periodista para The Cape Times y The Cape Argus. Dejó más tarde Sudáfrica para establecerse con su primera esposa en España y luego en Inglaterra. Se divorció en 1960 y se volvió a casar en 1962 con la escritora Anthe Goddard, con ella vivió en Londres y publicó su primera novela A View of Vultures, en 1966.
Trabajó también como guionista para la televisión sudafricana y su novela Veneno fue llevada al cine en1981.

## Obra
Macrae and Silver
- Dirty Weekend Macmillan (1990)
- Thief Taker Macmillan (1991)
- Never Die in January Macmillan (1992)
- Threats & Menaces Macmillan (1993)
- Don't Be a Nice Girl Macmillan (1994)
- Night Moves Macmillan (1996)

Dr. Anne Vernon
- Burn Out Headline (1994)
- Buried Treasure Headline (1995)
- Bad Timing Headline (1997)

Novelas
- A View of Vultures Heinemann (1966)
- Great Elephant Heinemann (1967)
- The Eagles of Malice Heinemann (1968)
- Wild Dog Running Heinemann (1970)
- The Young Masters Heinemann (1972)
- The Hammer of God Heinemann (1973)
- Lion in the Evening Heinemann (1974)
- The Alpha Raid Heinemann (1976)
- Venom Heinemann (1977)
- Point of Honour Heinemann (1979)
- Berlin Blind Heinemann (1980)
- The Stone Flower Hamish Hamilton (1982)
- The Sea Cave Hamish Hamilton (1983)
- Fire in the Ice Hamish Hamilton (1984)
- King of the Golden Valley Hamish Hamilton (1985)
- The Last Safari Hamish Hamilton (1987)
- The Lost Giants Hamish Hamilton (1989)
- Loyalties Chapmans (1991)
- Night Child Chapmans (1992)
- The Drowning Mark Macmillan (1997)

Como Lee Jordan
- Cat's Eyes Hodder & Stoughton (1981 con Anthea Goddard)
- Criss Cross Coronet (1983)
- The Deadly Side of the Square Macmillan (1988)
- The Toy Cupboard Macmillan (1989)
- Chain Reaction Macmillan (1989)

Historia
- The Dark Kingdoms Heinemann (1975)

TV
- River Horse Lake (1983)
- Sea Tiger (1985) SABC

Guiones
- Great Elephant (1961 CBS)
- My Friend Angelo (1990) SABC

Teatro
- Treasure Island (1978)